# Чувашские Ишаки
Чува́шские Иша́ки (чув. Чӑваш Ишек, Чӑваш Ишекӗ) — деревня в Батыревском районе Чувашской Республики России. Входит в состав Долгоостровского сельского поселения.

## География
Расположена в северной части района, на берегу реки Чесночной (Чесноковки). Расстояние до Чебоксар 134 км, до районного центра — села Батырево — 11 км, до железнодорожной станции 47 км. 

## История
Основана в XVII веке переселенцами из деревни Ишаки (ныне — село Ишаки Чебоксарского района).

Деревне Чувашские Ишаки положил начало род Шуруха более 200 лет назад, переселившийся из дер. Ишаки (ныне село Чебоксарского района).— Чувашские исторические предания:193
.
Жители — до 1724 года ясачные люди, до 1835 года — государственные, до 1863 года — удельные крестьяне; занимались земледелием, животноводством, пчеловодством, портняжным, плотницким промыслами, нанимались лесными сторожами, чернорабочими. 
1 октября 1897 года открыта церковноприходская школа. В начале XX века действовали 4 промышленных заведения. В 1928 году образован колхоз «Пламя Октября». 

### Административно-территориальная принадлежность
В 1780 году при создании Симбирского наместничества, деревня Ишакова, крещёных чуваш, вошла в состав Буинского уезда.
С 1796 года деревня Ишаково входила в состав Батыревской волости Буинского уезда Симбирской губернии.
В 1835—1863 годах — в составе Батыревского удельного приказа.
До 2 августа 1920 года — в составе Батыревской волости Буинского уезда Симбирской губернии, с 3 августа по 4 октября 1920 года — в Батыревской волости Цивильского уезда Казанской губернии / Чувашской автономной области, с 5 октября 1920 года до 1921 года — в Ибресинском районе Цивильского уезда Чувашской автономной области, в 1921—1927 годах — в Батыревской волости Батыревского уезда Чувашской АССР, в 1927—1935 годах деревня находилась в составе Большебатыревского района, с 1935 года — в Батыревском районе (в 1935—1939 годах район назывался Батыревским, позднее, в 1939—1957 годах — Чкаловским, позже — вновь Батыревским). 
В Казанской губернии деревня относилась к Староарабосинской волости Цивильского уезда.

## Население
| 2010 | 2012 |
| ---- | ---- |
| 311  | ↗385 |

По данным Всероссийской переписи населения 2002 года в деревне проживали 342 человека, преобладающая национальность — чуваши (100%).

## Инфраструктура
В деревне имеется часовня Сергия Радонежского.
По инициативе ректора Чувашского государственного университета им. И. Н. Ульянова Льва Куракова в деревне открыто структурное подразделение вуза — Дом знаний.
Функционирует начальная школа — детский сад. С 5 класса дети обучаются в Долгоостровской средней общеобразовательной школе.

## Памятники и памятные места
- Памятник героям, павшим в годы Великой Отечественной войны 1941—1945 годов (ул. Школьная)[12].

## Уроженцы
- Кураков, Лев Пантелеймонович — член Совета Федерации в 1998-2000 годах.